# Amar Memić
Amar Memić (* 20. ledna 2001, Sarajevo) je bosenský profesionální fotbalista, který hraje na pozici křídelníka za český klub FC Viktoria Plzeň. Je také bývalým bosenským mládežnickým reprezentantem.

## Klubová kariéra
Memić je odchovancem bosenského klubu Radnik Hadžići. Následně působil ve Slovinsku, kde oblékal dres lublaňského týmu NK Bravo.

### Karviná
V létě 2022 přestoupil Memić do druholigové Karviné. V sezóně 2022/23 se Karviná stala vítězem Fortuna:Národní ligy a postoupila do nejvyšší soutěže, Memić k postupu přispěl 6 brankami a 2 asistencemi.
První ligovou branku zaznamenal dne 30. září 2023 proti Slovanu Liberec, kdy v 38. minutě nejdříve asistoval a v 70. vstřelil gól. V říjnu 2023 se Memić stal hráčem týdne v české první lize. Memić patřil ke klíčovým hráčům Karviné, 3 góly a 4 asistencemi přispěl k udržení se v nejvyšší soutěži. Následujicí sezonu byl v podzimní části nejlepším střelcem Karviné.

### Viktoria Plzeň
Tříletý kontrakt podepsal v prosinci 2024.

## Reprezentační kariéra
Memić působil mezi lety 2018 a 2022 v bosenských mládežnických reprezentacích.